# كونراد بوكوويكي
كونراد بوكوويكي (بالبولندية: Konrad Bukowiecki) مواليد 17 مارس 1997، هو لاعب دفع جلة بولندي. أفضل رقم شخصي له هو 22.48 م. فاز بجائزة أفضل لاعب قوى في أوروبا.

## الميداليات
| الميدالية | المسابقة                                |
| --------- | --------------------------------------- |
| ذهبية     | بطولة العالم للناشئين لألعاب القوى 2014 |

## روابط خارجية
- كونراد بوكوويكي على موقع الاتحاد الدولي لألعاب القوى (الإنجليزية)
- كونراد بوكوويكي على موقع الاتحاد الأوروبي لألعاب القوى (الإنجليزية)
- كونراد بوكوويكي على موقع الرابطة البولندية لألعاب القوى (البولندية)
- كونراد بوكوويكي على موقع الدوري الماسي (الإنجليزية)
- كونراد بوكوويكي على موقع اللجنة الأولمبية الدولية (الإنجليزية)
- كونراد بوكوويكي على موقع أوليمبيديا (الإنجليزية)
- كونراد بوكوويكي على موقع اللجنة الأولمبية البولندية (مؤرشف) (البولندية)